# Новомихайлівська сільська рада (Врадіївський район)
Новомихайлівська сільська́ ра́да — колишній орган місцевого самоврядування у Врадіївському районі Миколаївської області. Адміністративний центр — село Новомихайлівське.

## Загальні відомості
- Населення ради: 674 особи (станом на 2001 рік)

## Населені пункти
Сільській раді підпорядковані населені пункти:
- с. Новомихайлівське
- с. Мала Врадіївка

## Склад ради
Рада складається з 14 депутатів та голови.
- Голова ради: Андрусик Олена Дмитрівна
- Секретар ради: Михайленко Віра Федорівна

### Керівний склад попередніх скликань
| ПІБ                      | Основні відомості                                                 | Дата обрання | Дата звільнення |
| ------------------------ | ----------------------------------------------------------------- | ------------ | --------------- |
| Сторожук Микола Петрович | Сільський голова, 1972 року народження, безпартійний              | 26.03.2006   | 31.10.2010      |
| Андрусик Олена Дмитрівна | Сільський голова, 1971 року народження, освіта вища, позапартійна | 31.10.2010   |                 |

Примітка: таблиця складена за даними сайту Верховної Ради України

## Населення
Згідно з переписом УРСР 1989 року чисельність наявного населення сільської ради становила 1491 особа, з яких 691 чоловік та 800 жінок.
За переписом населення України 2001 року в сільській раді мешкали 663 особи.

### Мова
Розподіл населення за рідною мовою за даними перепису 2001 року:
| Мова       | Відсоток |
| ---------- | -------- |
| українська | 96,29 %  |
| молдовська | 3,26 %   |
| білоруська | 0,15 %   |
| болгарська | 0,15 %   |
| російська  | 0,15 %   |